# 仁科健吾
仁科 健吾（にしな けんご、1995年8月11日 - ）は、テレビ朝日のアナウンサー。

## 経歴
東京都世田谷区出身。世田谷学園中学校・高等学校、中央大学商学部商業・貿易学科を卒業。大学生時代はジュエリー店のドアマンとしてアルバイトをしていた。
2019年4月、テレビ朝日に入社。入社直後から『大下容子ワイド!スクランブル』のリポーターとして出演。2020年4月から『サタデーステーション』のリポーター、2022年10月から『スーパーJチャンネル』の取材キャスターなどを担当し、2023年7月から大下容子ワイド!スクランブルのコーナー担当、2023年10月から『ABEMA Prime』の月・火曜日司会進行を担当。

## 資格・特技など
資格は普通自動車免許。特技はルービックキューブを１分以内に揃えられる事。趣味はバスケットボール、映画鑑賞。

## 出演番組
| 期間       | 期間      | 番組名                      | 役職                 | 備考                                                    |
| ---------- | --------- | --------------------------- | -------------------- | ------------------------------------------------------- |
| 2019年4月  | 2023年6月 | 大下容子ワイド!スクランブル | リポーター           | 同局入社直後から出演                                    |
| 2020年4月  | 現在      | サタデーステーション        | フィールドリポーター |                                                         |
| 2022年10月 | 2023年6月 | スーパーJチャンネル         | 日曜日取材キャスター |                                                         |
| 2023年7月  | 現在      | 大下容子ワイド!スクランブル | コーナー担当         | 2023年9月まで月～水曜日担当、同年10月から木・金曜日担当 |
| 2023年10月 | 現在      | ABEMA Prime                 | 月・火曜日司会進行   |                                                         |

## 同期アナウンサー
- 斎藤ちはる
- 下村彩里
- 布施宏倖